# Evaristo Bozas Urrutia
Evaristo Bozas Urrutia (Rentería, 5 de julio de 1886 - Tres Arroyos, 18 de abril de 1929) fue un periodista y escritor español.

## Biografía
Se inició en la tipografía y en el periodismo hacia 1900. 
En 1903 marchó a la Argentina, donde ejerció el periodismo en varias localidades y fundó el Diario del Pueblo, desde el que apoyó al Partido Radical. En fecha no determinada se trasladó a Montevideo, donde fue redactor-jefe de El Diario Español. En la capital uruguaya también fue representante de la revista vasco-argentina La Baskonia, de Buenos Aires.
En 1912 fue socio fundador de la Sociedad de Confraternidad Vasca Euskal Erria de Montevideo. Ese mismo año fue cofundador, junto a Arnaldo Parrabere, del periódico Euskal Erria, órgano de la sociedad homónima de Montevideo. Sin embargo las diferencias surgidas entre ambos le llevó a secuestrar la edición del número 9 por haberse incluido un artículo escrito por Parrabere que él consideró infamante para su persona. Tras llevar adelante esta acción, presentó su renuncia explicando su actitud en una carta dirigida a la directiva de la institución. 
En 1921 regresó al País Vasco. Colaboró con La Voz de Guipúzcoa. Fundó el periódico mensual La Voz de Leiza y, en 1923, El País Vasco de San Sebastián. A principios de 1928 colaboró con el periódico argentino La Región. Fue director de El Diario del Pueblo de la localidad de Tres Arroyos, Argentina, donde, según le confesó al periodista español César González-Ruano, su éxito le había remolcado una verdadera caravana de odios y rencores. Y no estaba descaminado en sus apreciaciones, pues fue asesinado.
Falleció, asesinado, el 18 de abril de 1929.

## Obras
Fue autor de Los baskos en el Uruguay en Los baskos en la Nación Argentina (1916) y de la obra Andanzas y mudanzas de mi pueblo (1921), así como del folleto El Alcoholismo (1908) y La Tragedia del Emigrante (1928).